# Маріус Вольф
Маріус Вольф (нім. Marius Wolf, нар. 27 травня 1995, Кобург) — німецький футболіст, півзахисник клубу «Аугсбург» та національної збірної Німеччини.

## Клубна кар'єра
Народився 27 травня 1995 року в місті Кобург. Вихованець юнацьких команд футбольних клубів «Нюрнберг» та «Мюнхен 1860». 26 жовтня 2014 року в матчі проти брауншвейзького «Айнтрахта» він дебютував у Другій Бундеслізі у складі останнього. 21 лютого 2015 року в поєдинку проти «Санкт-Паулі» Маріус забив свій перший гол за «Мюнхен 1860».
На початку 2016 року Вольф перейшов у «Ганновер 96». Сума трансферу склала 1,5 млн євро. 27 лютого в матчі проти "Штутгарта" він дебютував у Бундеслізі. Такі не ставши основним гравцем, на початку 2017 року для отримання ігрової практики Вольф був відданий в оренду у франкфуртський «Айнтрахт». 4 квітня в матчі проти "Кельна" він дебютував за нову команду. Після закінчення сезону клуб викупив його трансфер у «Ганновера 96». 21 жовтня в поєдинку проти дортмундської «Боруссії» Маріус забив свій перший гол за «Айнтрахт». У 2018 році він допоміг клубу виграти Кубок Німеччини. 
Влітку 2018 року Вольф перейшов у дортмундську «Боруссію», підписавши контракт на п'ять років. 26 серпня в матчі проти «РБ Лейпциг» він дебютував за новий клуб. 14 вересня в поєдинку проти свого колишнього клубу, франкфуртського «Айнтрахта», Маріус забив свій перший гол за «Боруссію». У цій команді теж не зміг стати основним гравцем і здавався в оренду до клубів «Герта» та «Кельн».
8 серпня 2024 року Маріус Вольф перейшов до клубу «Аугсбург», підписавши з клубом трирічний контракт.

## Виступи за збірну
12 листопада 2015 року зіграв свій єдиний матч у складі юнацької збірної Німеччини (U-20) в матчі проти однолітків з Італії (0:2).
25 березня 2023 року у товариському матчі проти команди Перу Маріус Вольф дебютував у складі національної збірної Німеччини.

## Статистика виступів

### Статистика клубних виступів
| Сезон                   | Команда                 | Чемпіонат               | Чемпіонат | Чемпіонат | Національний кубок | Національний кубок | Національний кубок | Континентальні кубки | Континентальні кубки | Континентальні кубки | Інші змагання | Інші змагання | Інші змагання | Усього | Усього | Усього |
| Сезон                   | Команда                 | Ліга                    | Ігор      | Голів     | Ліга               | Ігор               | Голів              | Ліга                 | Ігор                 | Голів                | Ліга          | Ігор          | Голів         | Ігор   | Голів  |        |
| ----------------------- | ----------------------- | ----------------------- | --------- | --------- | ------------------ | ------------------ | ------------------ | -------------------- | -------------------- | -------------------- | ------------- | ------------- | ------------- | ------ | ------ | ------ |
| 2014–15                 | «Мюнхен 1860»           | 2БЛ                     | 23+2      | 2         | КН                 | 1                  | 0                  | -                    | -                    | -                    | -             | -             | -             | 26     | 2      |        |
| 2015-січ. 2016          | «Мюнхен 1860»           | 2БЛ                     | 16        | 3         | КН                 | 2                  | 0                  | -                    | -                    | -                    | -             | -             | -             | 18     | 3      |        |
| Усього за «Мюнхен 1860» | Усього за «Мюнхен 1860» | Усього за «Мюнхен 1860» | 39+2      | 5         |                    | 3                  | 0                  |                      | -                    | -                    |               | -             | -             | 44     | 5      |        |
| січ.-черв. 2016         | «Ганновер 96»           | БЛ                      | 2         | 0         | КН                 | -                  | -                  | -                    | -                    | -                    | -             | -             | -             | 2      | 0      |        |
| 2016-січ. 2017          | «Ганновер 96»           | БЛ                      | 0         | 0         | КН                 | 0                  | 0                  | -                    | -                    | -                    | -             | -             | -             | 0      | 0      |        |
| Усього за «Ганновер 96» | Усього за «Ганновер 96» | Усього за «Ганновер 96» | 2         | 0         |                    | 0                  | 0                  |                      | -                    | -                    |               | -             | -             | 2      | 0      |        |
| січ.-черв. 2017         | «Айнтрахт»              | БЛ                      | 3         | 0         | КН                 | 1                  | 0                  | -                    | -                    | -                    | -             | -             | -             | 4      | 0      |        |
| 2017–18                 | «Айнтрахт»              | БЛ                      | 28        | 5         | КН                 | 6                  | 1                  | -                    | -                    | -                    | -             | -             | -             | 34     | 6      |        |
| Усього за «Айнтрахт»    | Усього за «Айнтрахт»    | Усього за «Айнтрахт»    | 31        | 5         |                    | 7                  | 1                  |                      | -                    | -                    |               | -             | -             | 38     | 6      |        |
| 2018–19                 | «Боруссія» (Дортмунд)   | БЛ                      | 16        | 1         | КН                 | 1                  | 0                  | ЛЧ                   | 4                    | 0                    | -             | -             | -             | 21     | 1      |        |
| 2019–20                 | «Боруссія» (Дортмунд)   | БЛ                      | 0         | 0         | КН                 | 0                  | 0                  | ЛЧ                   | -                    | -                    | СН            | 1             | 0             | 1      | 0      |        |
| 2019–20                 | «Герта»                 | БЛ                      | 21        | 1         | КН                 | 1                  | 0                  | -                    | -                    | -                    | -             | -             | -             | 22     | 1      |        |
| 2020–21                 | «Боруссія» (Дортмунд)   | БЛ                      | 0         | 0         | КН                 | 0                  | 0                  | ЛЧ                   | -                    | -                    | СН            | 0             | 0             | 0      | 0      |        |
| Усього за кар'єру       | Усього за кар'єру       | Усього за кар'єру       | 16        | 1         |                    | 1                  | 0                  |                      | 4                    | 0                    |               | 1             | 0             | 22     | 1      |        |
| 2020–21                 | «Кельн»                 | БЛ                      | 3         | 0         | КН                 | 0                  | 0                  | -                    | -                    | -                    | -             | -             | -             | 3      | 0      |        |
| Усього за кар'єру       | Усього за кар'єру       | Усього за кар'єру       | 124       | 12        |                    | 12                 | 1                  |                      | 4                    | 0                    |               | 1             | 0             | 141    | 13     |        |

## Титули і досягнення
- Володар Кубка Німеччини (1):

«Айнтрахт»: 2017–18
- Володар Суперкубка Німеччини (1):

«Боруссія» (Дортмунд): 2019